# Wassonite
La wassonite est une espèce minérale de formule TiIIS correspondant au sulfure de titane(II). Sa découverte est annoncée dans un communiqué de presse de la NASA, après avoir été identifié pour la première fois au sein d'une météorite chondrite à enstatite nommée "Yamato 691", récoltée en Antarctique en 1969.

## Étymologie
La wassonite a été décrite en 2011, et doit son nom à John T. Wasson, professeur à l'université de Californie à Los Angeles,